# Yahya Ould Hademine
Yahya Ould Hademine (tiếng Ả Rập: يحي ولد حدمين) (sinh ngày 31 tháng 12 năm 1953 tại Timbédra) là chính trị gia Mauritanie, giữ chức Thủ tướng Mauritania từ ngày 20 tháng 8 năm 2014.